# Campionato mondiale di calcio 1978
Il Campionato mondiale di calcio FIFA 1978 o Coppa del Mondo FIFA 1978 (in spagnolo: Copa Mundial de la FIFA 1978, in inglese: 1978 FIFA World Cup), noto anche come Argentina 1978, è stato l'undicesima edizione della massima competizione per le rappresentative di calcio (squadre comunemente chiamate "nazionali") maschili maggiori delle federazioni sportive affiliate alla FIFA.
Si tenne in Argentina dal 1º al 25 giugno 1978.
Il torneo venne vinto dai padroni di casa dell'Argentina, i quali il 25 giugno 1978 sconfissero per 3-1 i Paesi Bassi dopo una drammatica partita, terminata ai tempi supplementari.
Il campionato del mondo fu caratterizzato da un buon livello tecnico generale, ma si svolse in un ambiente fortemente nazionalistico e in un'atmosfera cupa e tesa a causa della situazione politico-sociale presente in Argentina dopo l'instaurazione nel 1976 di un oppressivo regime militare. La giunta al potere diresse direttamente l'organizzazione della manifestazione, sfruttò propagandisticamente i mondiali di calcio per rafforzare la propria autorità e per dare una dimostrazione di efficienza. La vittoria dell'Argentina, non priva di polemiche e contestazioni, esaltò il nazionalismo della popolazione e diede prestigio indirettamente anche al regime militare.

## Assegnazione

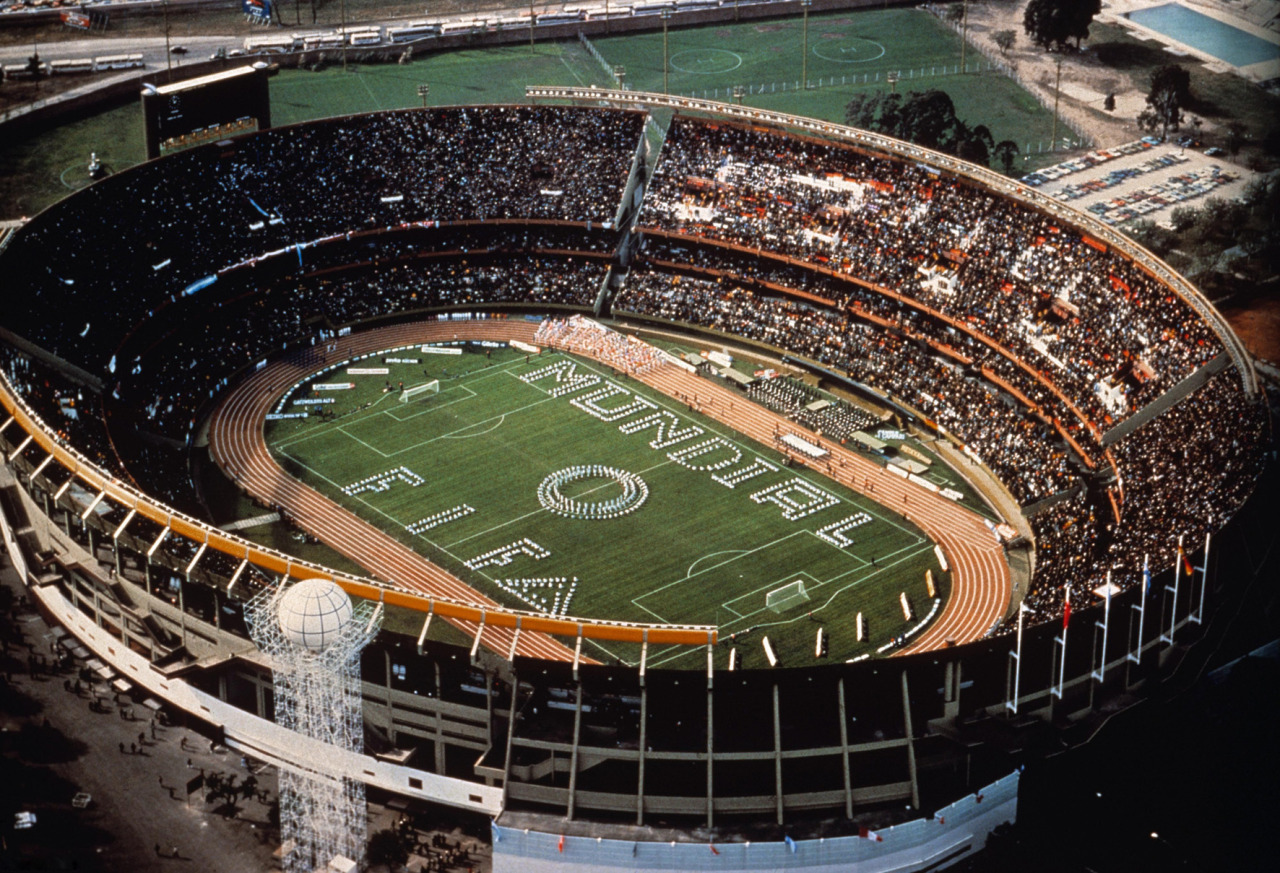
Panoramica dell'Estadio Monumental di Buenos Aires nel giorno della cerimonia d'inaugurazione

Nel 1953 la FIFA aveva preso la decisione di alternare ogni quattro anni l'assegnazione dei campionati mondiali tra Europa e Sud America. Questo su sollecitazione di Antonio Rotili, rappresentante dell'Argentina all'interno dell'organizzazione calcistica mondiale e strettamente legato al presidente Juan Domingo Perón. Alla riunione della FIFA a Berna del 1954 Rotili richiese ufficialmente l'assegnazione all'Argentina dei mondiali previsti per il 1962, ma l'organizzazione calcistica rinviò la decisione al 1956. Questo venne poi assegnato a sorpresa al Cile e, forse, fu decisiva la spinta del Brasile, che non vedeva di buon occhio l'assegnazione dell'evento agli storici rivali argentini.
Nel 1964 la FIFA si riunì a Tokyo e si accesero vivaci discussioni tra i rappresentanti del Messico e dell'Argentina riguardo all'assegnazione del campionato del mondo 1970, che sarebbe spettato nuovamente a un paese latinoamericano. I dirigenti calcistici del Messico e dell'Argentina raggiunsero però un accordo: la nazione sconfitta nell'assegnazione del 1970 sarebbe diventata automaticamente la candidata sudamericana per il 1978. Le votazioni finali decretarono la vittoria del Messico, che quindi ricevette l'organizzazione dei campionati mondiali del 1970; nella medesima circostanza il presidente della FIFA, il britannico Stanley Rous, affermò ufficialmente che l'Argentina avrebbe quindi organizzato i campionati del 1978.
Le prime richieste dell'Argentina negli anni '50 avevano ricevuto il forte supporto politico del presidente Perón, che, pur non essendo un appassionato di calcio, intendeva sfruttare propagandisticamente la manifestazione internazionale. Tuttavia, nel 1964, nel momento cioè dell'assegnazione, Perón era già da molti anni in esilio: in Argentina era infatti al potere un governo formalmente democratico guidato da Arturo Illia. La vita politica dell'Argentina peraltro si sviluppò in modo estremamente turbolento negli anni seguenti, con un succedersi di governi militari seguiti nel 1973 dal clamoroso ritorno al potere di Perón. Questi morì però l'anno seguente sicché la presidenza venne assunta dalla seconda moglie, Isabelita. In quegli anni l'organizzazione dei mondiali previsti per il 1978 venne portata avanti dalla cosiddetta Commissione Organizzatrice dei Mondiali diretta da José López Rega, influente dirigente peronista, e da Pedro Eladio Vásquez, segretario dello sport nel governo di Isabelita Perón. Il governo peronista previde un costoso programma di costruzioni di strutture sportive e moltiplicò i comitati e le personalità impegnate in qualche modo nell'organizzazione del mondiale; si evidenziarono inefficienze organizzative e una scarsa considerazione per i costi economici del programma.

### L'organizzazione da parte del regime militare

Da destra: il generale Jorge Rafael Videla, a capo della giunta militare argentina, e l'ammiraglio Emilio Eduardo Massera, principale fautore dell'organizzazione del mondiale per motivi politico-propagandistici.

Il colpo di Stato del 24 marzo 1976 cambiò drasticamente i meccanismi della politica argentina e influì in modo considerevole sull'organizzazione e sullo svolgimento dei Mondiali. Nello specifico, l'assunzione del potere da parte della giunta militare di Jorge Rafael Videla e l'instaurazione di un regime terroristico basato sulla repressione, tortura, detenzione in strutture segrete e sull'eliminazione fisica dei presunti oppositori politici ebbero forti ripercussioni sul vissuto quotidiano della società argentina; dapprima infatti lo stesso Videla, poco informato di calcio, e il Presidente del Consiglio dell'Imprenditoria Argentina (CEA), José Alfredo Martínez de Hoz, che era stato incaricato di studiare una riforma economica di tipo neoliberista, non sembravano disposti a investire grandi mezzi finanziari nei Mondiali. Tuttavia, ben presto si assistette ad una rivalutazione generale del programma organizzativo della Coppa del Mondo, soprattutto per volere dell'ammiraglio Emilio Eduardo Massera, il quale evidenziò l'importanza politico-propagandistica che avrebbe potuto dare per il regime militare lo svolgimento corretto e regolare dei campionati in Argentina.
Il 12 luglio 1976 fu creato ufficialmente l'EAM 78 (Ente Autárquico Mundial '78), l'organismo incaricato dal regime militare di coordinare e dirigere tutti i lavori e le attività collegate con l'organizzazione dei Mondiali. Con la legge 21.349, che istituiva l'EAM, si stabilì espressamente che i campionati sarebbero stati considerati evento di primario «interesse nazionale». L'EAM 78 godeva di ampi poteri, controllava autonomamente i fondi ritenuti necessari e poteva dichiarare ogni spesa «urgenza legittimata»; di conseguenza, l'erogazione dei fondi veniva automaticamente autorizzata dalle autorità governative. Con tale meccanismo i costi della manifestazione divennero molto elevati; pur non essendo disponibili calcoli precisi, alcune fonti hanno riportato che le spese salirono dai 100 milioni di dollari inizialmente previsti fino a 520 milioni di dollari, una cifra oltre cinque volte superiore a quella impiegata dalla Spagna nel 1982 per organizzare il proprio campionato mondiale.

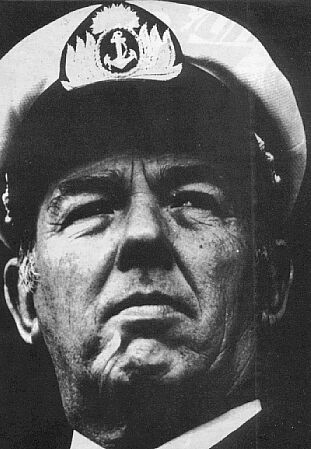
Il viceammiraglio Carlos Lacoste, principale dirigente dell'organizzazione del mondiale.

Il primo presidente dell'EAM 78 fu il generale Omar Actis, che tuttavia venne ucciso in un attentato di guerriglieri montoneros il 19 agosto 1976. Il suo successore fu il generale Antonio Luis Merlo, ma in realtà il vero dirigente dell'organizzazione dei mondiali fu fin dall'inizio il capitano di vascello Carlos Lacoste, ufficiale di marina strettamente legato all'ammiraglio Massera. Lacoste, dopo aver assunto il controllo del calcio argentino sostituendo la dirigenza dell'AFA e inserendo alla presidenza il fidato Alfredo Cantilo, diresse tutta l'organizzazione ed ebbe larga autonomia nella gestione dei fondi in base al decreto 1820 firmato dal generale Videla, che svincolava l'EAM 78 dai controlli ministeriali previsti per legge.
I lavori previsti e portati a termine dall'EAM 78 per i campionati mondiali miravano a fornire agli osservatori internazionali un'immagine di efficienza, di ordine e di tranquillità dell'Argentina sotto il regime militare. Compresero la ristrutturazione degli stadi di Buenos Aires e di Rosario, la costruzione dei nuovi stadi di Córdoba, di Mar del Plata e di Mendoza, il rafforzamento delle infrastrutture e delle strutture di accoglienza per tifoserie e turisti stranieri, la distruzione per motivi di immagine del quartiere degradato del Bajo Belgrano e l'attivazione delle telecomunicazioni via satellite. Venne anche creata, dalla trasformazione di Canal 7, la nuova emittente televisiva ATC (Argentina Televisora Color). Il vicepresidente della FIFA, il potente dirigente del calcio tedesco, Hermann Neuberger, si recò in Argentina e diede il suo pieno sostegno agli organizzatori, affermando che «il cambio di governo» non avrebbe affatto influito negativamente e che «non esistevano premesse migliori» per lo svolgimento dei campionati. La giunta militare decise, per motivi di convenienza economica e per evitare penalizzazioni da parte di società commerciali estere, di mantenere il logo originale della manifestazione, che tuttavia riprendeva il caratteristico gesto con le mani di Perón durante la manifestazioni di piazza; questo fu creato già nel 1974.
«In Argentina, i Mondiali dovevano immortalare l'immagine di un popolo felice e ordinato e di un'organizzazione efficiente. Insomma, erano uno spot per la dittatura militare di Jorge Rafael Videla. [...] Noi [calciatori, ndr] vivevamo in una bolla, in una gabbia dorata ben separata dalla realtà. [...] Poi, un giorno, mentre andavo all'allenamento, ho incrociato lo sguardo di un uomo con un bambino sulle spalle, forse erano padre e figlio: la folla intorno a loro si sbracciava per salutarci, per avere un autografo. Loro, invece, erano fermi, composti. Non ho mai dimenticato la tristezza di quegli occhi. È stata quella l'unica volta che in Argentina ho percepito il dolore della gente.»

— Marco Tardelli, 2016
Mentre dispiegava una notevole efficienza organizzativa e faceva ogni sforzo per diffondere a livello internazionale un'immagine rassicurante del Paese, il regime militare non aveva però affatto interrotto, e neppure rallentato, il suo terroristico programma di repressione. Al contrario, a maggio e a giugno 1978, quindi poco prima e durante il torneo, aumentarono le uccisioni e i sequestri nelle sezioni clandestine di detenzione; le operazioni repressive si svolsero però con la massima attenzione alla segretezza. Uno dei più micidiali centri di detenzione segreti, l'ESMA diretto dalla Marina militare, era dislocato a poca distanza dallo stadio Monumental di Buenos Aires; dalle testimonianze posteriori dei superstiti risulta che i militari sospendevano le torture prima delle partite dell'Argentina e anche i detenuti ascoltavano le gare alla radio; i procedimenti violenti riprendevano dopo la fine degli incontri; sembra che anche i cosiddetti voli della morte si fossero interrotti durante le gare della nazionale padrona di casa.

### Controversie

#### Iniziative di boicottaggio
Nonostante le lugubri notizie sulla situazione nel Paese, la FIFA sostenne totalmente i dirigenti argentini nei loro programmi per il torneo, in nome di una presunta autonomia dello sport dalla realtà politica contingente. Dopo i lusinghieri giudizi di Hermann Neuberger anche il presidente dell'organizzazione calcistica mondiale, il brasiliano João Havelange, diede complete rassicurazioni sulla conferma dell'assegnazione dei campionati. In Argentina erano stati arrestati come sospetti sovversivi i due figli di influenti politici brasiliani; Havelange si interessò direttamente con il generale Videla per loro liberazione, che avvenne, in cambio però della certezza di poter ospitare l'evento: «lei ha la mia parola [...] la FIFA non metterà in dubbio l'Argentina come organizzatrice, e avrete tutto il nostro appoggio».

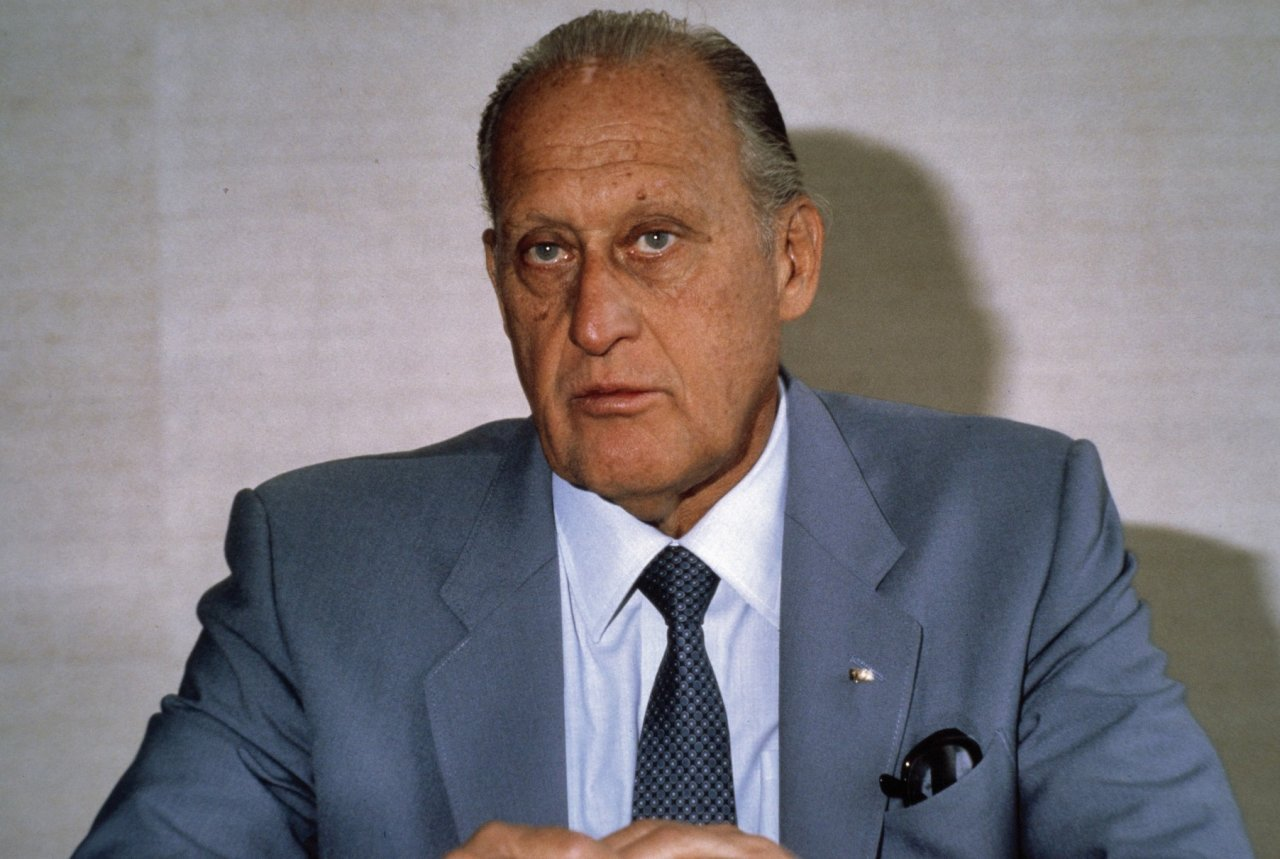
Il presidente della FIFA, il brasiliano João Havelange.

Malgrado l'efficace campagna propagandistica del regime, a livello internazionale filtravano, pur con molte difficoltà, notizie sempre più inquietanti sui crimini della giunta militare argentina. Queste suscitarono crescenti preoccupazioni, soprattutto negli ambienti della sinistra europea, e provocarono le prime posizioni dubbiose sull'opportunità di giocare quel mundial. In Francia venne costituito, da esuli argentini e da personalità francesi principalmente di sinistra, il COBA, Comité pour l'Organisation para le Boycott de l'Argentine de la Coupe du Monde, che promosse una campagna contro la giunta militare e i campionati mondiali. Il partito socialista francese appoggiò l'iniziativa, che venne supportata da personaggi del mondo artistico e culturale; per sostenere il boicottaggio vennero creati anche manifesti e altro materiale propagandistico. Un altro paese in cui si svilupparono proteste contro la dittatura e nuove proposte di ostruzionismo furono i Paesi Bassi, dove era attivo lo SKAN, un'organizzazione costituita per sostenere gli esuli argentini e per sollecitare il boicottaggio totale. In Svezia era invece in corso una campagna d'opinione contro l'Argentina dei militari già dopo la scomparsa a Buenos Aires, nel gennaio 1977, della diciassettenne Dagmar Hagelin.
Durante il mondiale, giocato in sei differenti campi di gioco, catturò l'attenzione il fatto che, in ogni singola partita, si potevano vedere della bande nere dipinte intorno ai pali delle porte. La cosa, si scoprì poi, fu una sorta di "messaggio nascosto" onde ricordare il dramma dei desaparecidos, messo in atto all'insaputa della giunta militare al potere.
Uno degli ideatori della cosa fu Ezequiel Valentini, tra i responsabili della preparazione dei campi presso il comitato organizzatore: «nel 1978 tutti sapevano [dei desaparecidos]. Come potevamo fare del nostro meglio sapendo che sarebbe andato a beneficio del generale [Jorge Rafael Videla]?». Di fronte all'impossibilità di portare avanti una protesta pubblica, troppo rischiosa nel clima generale dell'Argentina dell'epoca, con la concreta possibilità di finire in carcere, si decise quindi per qualcosa di più allusivo, vestendo i pali "a lutto" non come forma di protesta bensì di cordoglio.
Quando Valentini e i suoi dovettero presentare la cosa alla giunta militare, «ci chiesero a cosa servivano quelle bande nere. Rispondemmo che erano una tradizione. Non sapevano niente di calcio».
In realtà, le iniziative non ottennero i risultati sperati, perché la giunta argentina e l'EAM 78 svilupparono un complesso ed efficace programma pubblicitario. Questo venne messo in pratica dalla società specializzata statunitense Burson Marsteller, che descriveva gli esuli e i contestatori come «antiargentini», mentre il giornalismo nazionale si prestò quasi totalmente a supportare le parole d'ordine del regime, descrivendo il Paese come «tranquillo, ordinato, pulito» e finalmente libero dagli eccessi dei «sovversivi»; anche noti personaggi dello sport argentino furono mobilitati per pubblicizzare i mondiali del regime. A livello internazionale prevalse comunque il disinteresse per le iniziative di boicottaggio: nei Paesi Bassi la federazione calcistica aveva già deciso di partecipare all'evento e l'ambasciatore olandese a Buenos Aires descrisse il generale Videla come «un uomo di buona volontà, un uomo onesto fino al midollo», mentre i giornali conservatori francesi appoggiarono l'Argentina «in guerra con il terrorismo»; i progressisti, al contrario, promossero il boicottaggio con una petizione firmata, tra gli altri, da Georges Moustaki, Yves Montand, Roland Barthes, Jean-Paul Sartre e Louis Aragon.
In Italia il problema del regime argentino e della repressione, in pratica, quasi non esistette: la stampa si limitò perlopiù a occuparsi del solo lato sportivo e non approfondì affatto l'analisi della situazione politico-sociale del Paese, se non con poche e marginali eccezioni. Nell'approssimarsi dell'evento, le manifestazioni delle cosiddette Madri di Plaza de Mayo, cominciate nel 1977, furono inizialmente ignorate dai media di massa; la televisione olandese fu la prima a trasmettere un servizio sulla coraggiosa protesta, proprio il giorno dell'inaugurazione dei mondiali, e solo durante il torneo la stampa internazionale cominciò a divulgare informazioni e testimonianze riguardo ai cortei dei parenti dei desaparecidos. L'ambasciatore italiano a Buenos Aires aveva appoggiato fin dall'inizio la Giunta e anche le autorità della Chiesa cattolica si erano dimostrate favorevoli al regime. I forti interessi economici delle principali società italiane e oscuri collegamenti tra i militari argentini e influenti personalità italiane possono, verosimilmente, aver contribuito a minimizzare il problema argentino; anche i comunisti italiani, in linea con la miope politica del partito comunista argentino, considerarono inizialmente i militari come «il male minore», di conseguenza non venne mai messa in discussione la partecipazione azzurra al mundial.

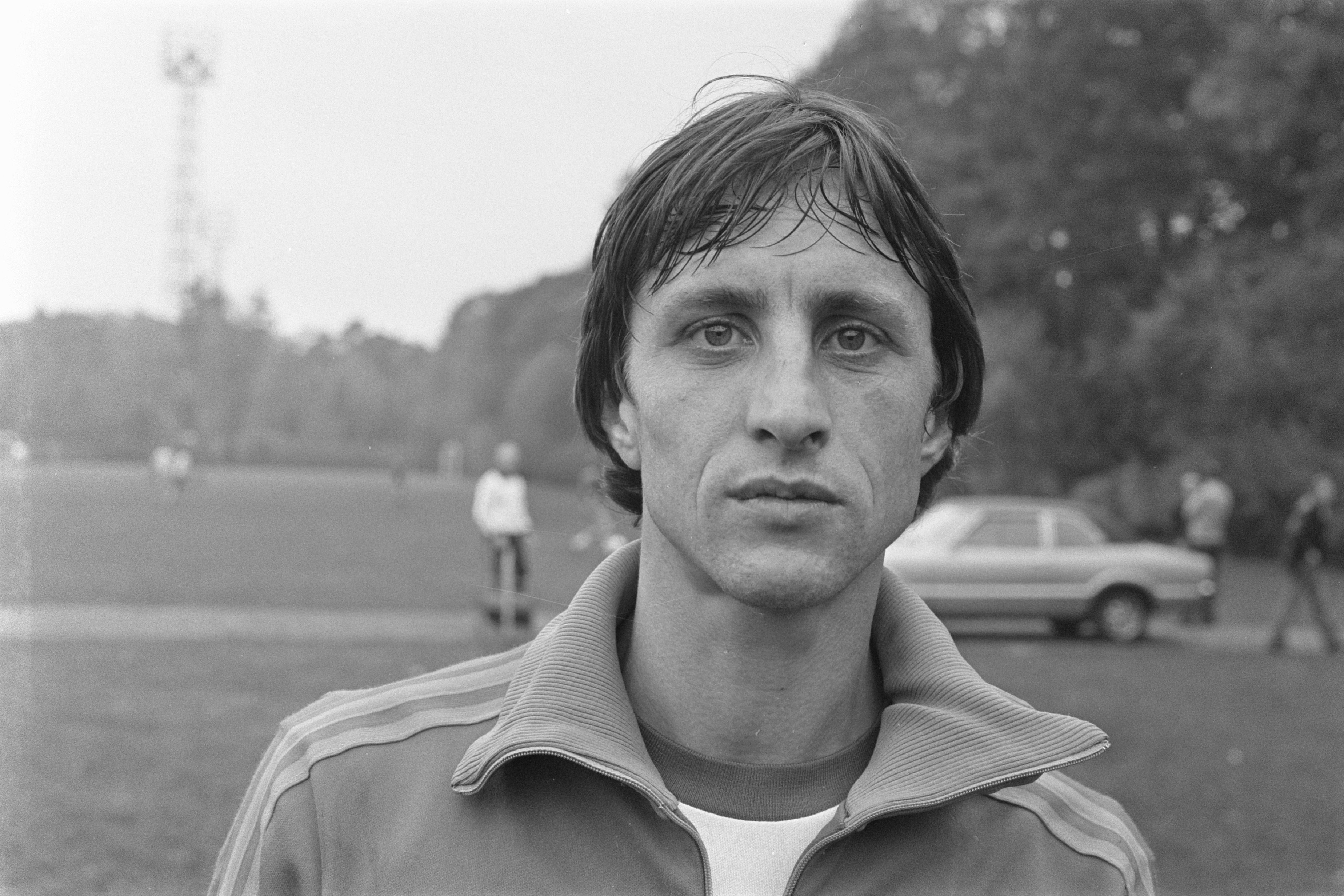
L'olandese Johan Cruijff rifiutò di partecipare al mondiale per timori sulla propria sicurezza personale (e non per protesta verso la repressione militare in Argentina).

I giocatori non avvertirono la gravità del problema, cioè lo svolgimento del massimo torneo calcistico in una nazione sottoposta a una barbara repressione, e in pratica tutti si limitarono ad affermare l'estraneità dello sport dal contesto politico-sociale; perciò, nessuno si rifiutò di prendere parte ai mondiali per motivi connessi alla situazione nel Paese. I casi di cui si discusse all'epoca, a distanza di anni sono stati fortemente ridimensionati: l'olandese Johan Cruijff, il migliore calciatore al mondo in quel periodo, non prese parte alla manifestazione per motivi di sicurezza personale e per stanchezza psico-fisica; Jorge Carrascosa, capitano dell'Argentina, si ritirò dal calcio alla vigilia dei mondiali per motivi non strettamente connessi alla politica (anni dopo, lo stesso Carrascosa rivelò che la ragione del suo ritiro fu di sentirsi logorato dai media); infine, il portiere svedese Ronnie Hellström, di cui si parlò a causa di una sua presunta partecipazione alla marcia di Plaza de Mayo, in realtà non ebbe alcun incontro con le donne della protesta. Secondo lo scrittore argentino Pablo Llonto, l'unico calciatore che affermò espressamente di rifiutarsi di giocare nell'Argentina della repressione fu il tedesco Paul Breitner. Un giocatore, Ralf Edström, fu arrestato per aver parlato con una persona a Buenos Aires; tuttavia, i militari lo liberarono dopo aver riconosciuto l'errore, in quanto non era un cittadino argentino.

#### La guerrigliamontoneros
I guerriglieri montoneros, emanazione dell'ala sinistra del movimento peronista, avevano subito duri colpi a causa della spietata repressione del regime militare ma erano il principale gruppo di lotta armata ancora attivo in Argentina e in grado di opporsi militarmente alla dittatura. I principali dirigenti che erano fuoriusciti all'estero si trovarono quindi di fronte al problema dei campionati del mondo e di quale comportamento assumere durante lo svolgimento della competizione. All'inizio del 1978, durante un incontro a L'Avana, i capi più importanti, Mario Firmenich, ritenuto il dirigente montonero più autorevole, Roberto Perdía, Fernando Vaca Narvaja, Raúl Yager e Horacio Mendizábal, discussero la strategia del movimento durante l'imminente campionato mondiale.
In contrasto con le richieste, provenienti dagli esiliati e dalla maggioranza dei militanti guerriglieri, di appoggiare il boicottaggio totale dei mondiali, la dirigenza montonera, su impulso principalmente di Firmenich, decise di adottare un comportamento elastico e non molto limpido, che alla prova dei fatti si dimostrò anche scarsamente efficace. Dopo due ore di discussione, si decise di assumere una posizione favorevole allo svolgimento dei campionati del mondo di calcio e contraria al boicottaggio, verosimilmente credendo in questo modo di assecondare le tendenze prevalenti nella popolazione, nettamente favorevole alla disputa del torneo; nello stesso tempo, però, non si proclamò una reale sospensione della guerriglia. Durante il periodo dei mondiali, i montoneros avrebbero invece dovuto continuare la lotta armata contro il regime limitandosi ad azioni propagandistiche architettate per «svelare la verità sul regime», sperando di attrarre l'attenzione dell'opinione pubblica mondiale e dei mezzi di comunicazione internazionali.
L'attività dei montoneros durante i mondiali quindi si concentrò su una vasta campagna di propaganda basata su materiali divulgativi, sulla creazione di un contro-mondiale, con un controgauchito, la mascotte montonera alternativa a quella ufficiale, canti di lotta rivoluzionaria adattati al campionato del mondo di calcio, e una serie di conferenze stampa con giornalisti stranieri di dirigenti montoneros rientrati in patria. Oltre a questa attività di propaganda, Perdía pianificò la cosiddetta campagna offensiva tattica: una serie di attacchi guerriglieri durante il periodo dei campionati che poi furono diretti praticamente in Argentina da Horacio Mendizábal. Il piano di azione montonero prevedeva di evitare accuratamente di colpire le strutture calcistiche, le squadre, i turisti, gli spettatori e le autorità internazionali; vennero proibiti attacchi a meno di 600 metri dagli stadi. Nonostante queste limitazioni i gruppi guerriglieri montoneros eseguirono con successo almeno diciotto attacchi con lanciarazzi RPG-7 che colpirono alcune lugubri strutture della repressione come l'ESMA, comandi dell'esercito, scuole superiori militari, strutture di polizia, perfino la Casa Rosada, residenza del presidente Videla. Questi attacchi tuttavia non ricevettero alcuna pubblicità dai mezzi di comunicazione e in pratica passarono completamente sotto silenzio durante i mondiali.
Il fallimento dell'azione politico-propagandistica provocò accese polemiche all'interno del movimento montoneros; si diffusero anche voci di possibili accordi segreti conclusi con il regime militare per salvaguardare il pacifico svolgimento del mondiale; alcune fonti affermarono anche di incontri segreti all'estero tra l'ammiraglio Massera e Mario Firmenich durante i quali il dirigente montonero avrebbe ricevuto forti somme di denaro. In particolare furono i famigliari di Elena Holmberg, una diplomatica argentina che nel dicembre 1978 venne sequestrata e uccisa, che divulgarono le notizie del presunto accordo segreto tra Firminich e Massera che la Holmberg avrebbe scoperto e a causa del quale sarebbe stata eliminata. Queste voci peraltro non sono mai state confermate e i dirigenti montoneros hanno sempre recisamente negato di avere avuto contatti con l'ammiraglio Massera.

## Formula
La formula del torneo era la stessa dei campionati del 1974; sarebbero stati formati quattro gruppi eliminatori di quattro squadre ciascuno, numerati da 1 a 4. Al termine della prima fase si sarebbero qualificate le prime due di ogni gruppo; per la classifica dei gruppi in caso di parità di punti sarebbe stata presa in considerazione la differenza reti e, in caso di parità di differenza reti, il numero di gol segnati; in ultima istanza si sarebbe proceduto al sorteggio.
Nella seconda fase sarebbero stati formati due gironi di semifinale di quattro squadre ciascuno, chiamati Gruppo A e Gruppo B. Nel Gruppo A sarebbero state inserite le prime squadre dei gruppi 1 e 3 e le seconde dei gruppi 2 e 4; nel Gruppo B le prime dei gruppi 2 e 4 e le seconde dei gruppi 1 e 3. I criteri in caso di parità di punti sarebbero stati gli stessi validi per gruppi di qualificazione.
Le prime classificate dei gironi di semifinale avrebbero disputato la finale per il primo posto, mentre le seconde avrebbero giocato la finale per il terzo posto.

## Stadi
Delle 6 sedi utilizzate, lo stadio nazionale argentino, l'Estadio Monumental di Buenos Aires è stato il luogo più grande e più utilizzato, ospitando 9 partite in totale, inclusa la finale. Lo stadio Carreras di Cordoba ha ospitato 8 partite, gli stadi di Mendoza, Rosario e Mar del Plata hanno ospitato 6 partite e lo stadio Jose Amalfitani di Buenos Aires ha ospitato 3 partite. Lo stadio Minella di Mar del Plata è stato pesantemente criticato a causa del suo pessimo terreno di gioco, che è stato giudicato «quasi ingiocabile»; mentre lo stadio Amalfitani di Buenos Aires, lo stadio meno utilizzato per questo torneo, è stato elogiato per il suo ottimo piazzamento.
Il Brasile è stato costretto dagli organizzatori del torneo a giocare tutte e tre le sue prime partite del girone a Mar del Plata.
| · Buenos Aires Córdoba Mar del Plata Rosario Mendoza | Buenos Aires               | Buenos Aires                | Córdoba                     |
| ---------------------------------------------------- | -------------------------- | --------------------------- | --------------------------- |
| · Buenos Aires Córdoba Mar del Plata Rosario Mendoza | Estadio Monumental         | Estadio José Amalfitani     | Estadio Córdoba             |
| · Buenos Aires Córdoba Mar del Plata Rosario Mendoza | 34°32′43″S 58°26′58″W      | 34°38′07.35″S 58°31′14.56″W | 31°22′08.24″S 64°14′46.48″W |
| · Buenos Aires Córdoba Mar del Plata Rosario Mendoza | Capienza: 76 000           | Capienza: 49 540            | Capienza: 46 083            |
| · Buenos Aires Córdoba Mar del Plata Rosario Mendoza |                            |                             |                             |
| · Buenos Aires Córdoba Mar del Plata Rosario Mendoza | Mar del Plata              | Rosario                     | Mendoza                     |
| · Buenos Aires Córdoba Mar del Plata Rosario Mendoza | Estadio José María Minella | Estadio Gigante de Arroyito | Estadio Ciudad de Mendoza   |
| · Buenos Aires Córdoba Mar del Plata Rosario Mendoza | 38°01′04.6″S 57°34′56.4″W  | 32°54′50.39″S 60°40′28.44″W | 32°53′22.43″S 68°52′47.98″W |
| · Buenos Aires Córdoba Mar del Plata Rosario Mendoza | Capienza: 43 542           | Capienza: 41 654            | Capienza: 34 875            |
| · Buenos Aires Córdoba Mar del Plata Rosario Mendoza |                            |                             |                             |

## Squadre partecipanti
| Pr. | Squadra        | Data di qualificazione certa | Confederazione | Partecipante in quanto                                         | Partecipazioni precedenti al torneo                             |
| --- | -------------- | ---------------------------- | -------------- | -------------------------------------------------------------- | --------------------------------------------------------------- |
| 1   | Argentina      | 6 luglio 1966                | CONMEBOL       | Rappresentativa della nazione organizzatrice della fase finale | 6 (1930, 1934, 1958, 1962, 1966, 1974)                          |
| 2   | Germania Ovest | 7 luglio 1974                | UEFA           | Paese detentore del titolo                                     | 8 (1934, 1938, 1954, 1958, 1962, 1966, 1970, 1974)              |
| 3   | Brasile        | 14 luglio 1977               | CONMEBOL       | Vincitrice del Secondo turno (CONMEBOL)                        | 10 (1930, 1934, 1938, 1950, 1954, 1958, 1962, 1966, 1970, 1974) |
| 4   | Perù           | 17 luglio 1977               | CONMEBOL       | Seconda classificata del Secondo turno (CONMEBOL)              | 2 (1930, 1970)                                                  |
| 5   | Scozia         | 12 ottobre 1977              | UEFA           | Vincitrice del Gruppo 7 (UEFA)                                 | 3 (1954, 1958, 1974)                                            |
| 6   | Messico        | 22 ottobre 1977              | CONCACAF       | Vincitrice del Campionato CONCACAF 1977                        | 7 (1930, 1950, 1954, 1958, 1962, 1966, 1970)                    |
| 7   | Paesi Bassi    | 26 ottobre 1977              | UEFA           | Vincitrice del Gruppo 4 (UEFA)                                 | 3 (1934, 1938, 1974)                                            |
| 8   | Polonia        | 29 ottobre 1977              | UEFA           | Vincitrice del Gruppo 1 (UEFA)                                 | 2 (1938, 1974)                                                  |
| 9   | Svezia         | 30 ottobre 1977              | UEFA           | Vincitrice del Gruppo 6 (UEFA)                                 | 6 (1934, 1938, 1950, 1958, 1970, 1974)                          |
| 10  | Austria        | 30 ottobre 1977              | UEFA           | Vincitrice del Gruppo 3 (UEFA)                                 | 3 (1934, 1954, 1958)                                            |
| 11  | Francia        | 16 novembre 1977             | UEFA           | Vincitrice del Gruppo 5 (UEFA)                                 | 6 (1930, 1934, 1938, 1954, 1958, 1966)                          |
| 12  | Spagna         | 30 novembre 1977             | UEFA           | Vincitrice del Gruppo 8 (UEFA)                                 | 4 (1934, 1950, 1962, 1966)                                      |
| 13  | Ungheria       | 30 novembre 1977             | UEFA           | Vincitrice dello Spareggio CONMEBOL-UEFA                       | 6 (1934, 1938, 1954, 1958, 1962, 1966)                          |
| 14  | Iran           | 3 dicembre 1977              | AFC            | Vincitrice del Secondo Turno (AFC-OFC)                         | −                                                               |
| 15  | Italia         | 3 dicembre 1977              | UEFA           | Vincitrice del Gruppo 2 (UEFA)                                 | 8 (1934, 1938, 1950, 1954, 1962, 1966, 1970, 1974)              |
| 16  | Tunisia        | 11 dicembre 1977             | CAF            | Vincitrice del Quinto Turno (CAF)                              | −                                                               |

Nota bene: nella sezione "partecipazioni precedenti al torneo", le date in grassetto indicano che la nazione ha vinto quella edizione del torneo, mentre le date in corsivo indicano la nazione ospitante.

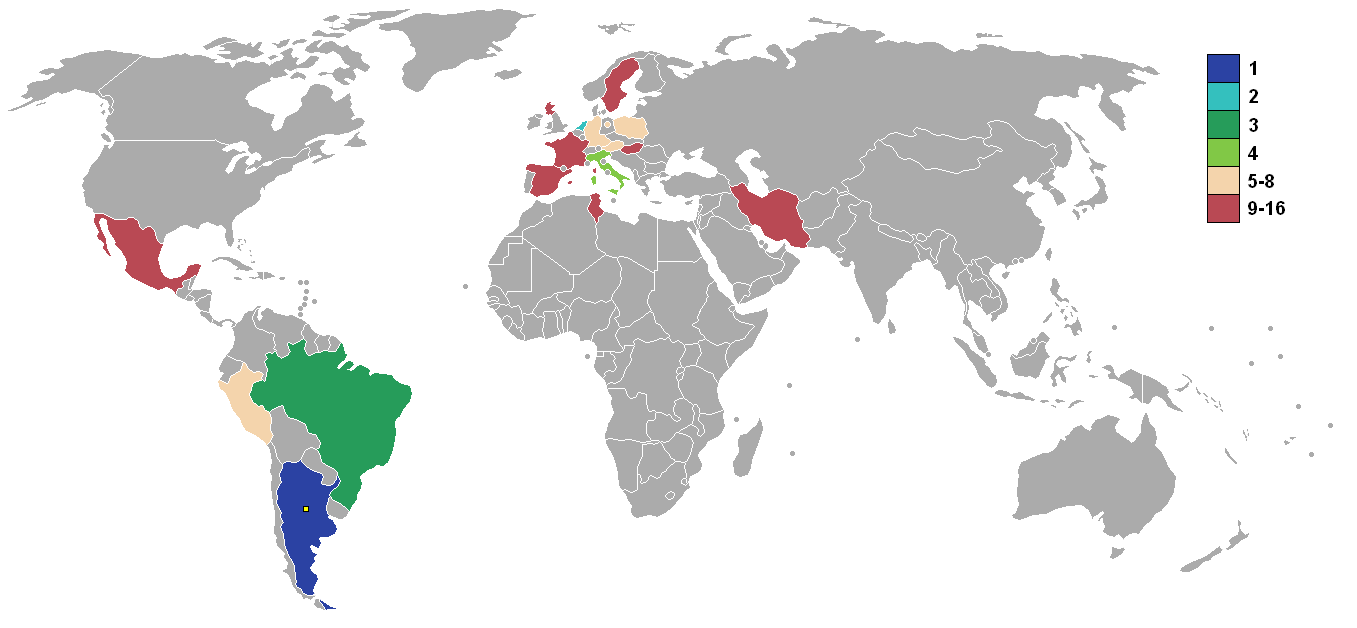
Le nazioni partecipanti ai campionati mondiali del 1978 con l'indicazione del piazzamento raggiunto al termine del torneo.

Alla vigilia della competizione le squadre più accreditate dalla critica per la vittoria finale erano il Brasile, i Paesi Bassi, la Germania Ovest, campione del mondo uscente, l'Argentina padrona di casa.
Il Brasile, reduce dal deludente campionato del mondo del 1974 che sembrava aver decretato un importante indebolimento del calcio sudamericano, dal febbraio 1977 era allenato, dopo la sostituzione di Oswaldo Brandão, dal nuovo commissario tecnico Cláudio Coutinho, personaggio di notevole cultura, tecnicamente molto preparato e profondo conoscitore delle nuove tattiche del football moderno. Pur privo di grandi esperienze calcistiche, Coutinho godeva della piena fiducia del presidente della federazione calcistica brasiliana, l'ammiraglio Heleno Nunes. Il nuovo commissario tecnico procedette a un radicale rinnovamento degli organici della nazionale e degli aspetti tecnico-tattici del gioco della selezione; della formazione del 1974 rimasero in squadra solo il portiere Leão e il centrocampista Roberto Rivelino, peraltro in precarie condizioni fisiche, mentre Coutinho confidava nell'apporto decisivo di alcuni giovani calciatori di grande qualità come Reinaldo, Dirceu, Toninho Cerezo, Roberto e Zico; il commissario tecnico inoltre preferì rinunciare al centrocampista Falcão, preferendo convocare Chicão. Una serie di brillanti prestazioni della nuova selezione brasiliana durante una tournée in Europa sembrarono confermare la forza del Brasile rinnovato di Coutinho.
I Paesi Bassi erano stati protagonisti della rivoluzione calcistica degli anni 70 e il loro calcio totale aveva impressionato tecnici e pubblico nello sfortunato mondiale del 1974, ma alla vigilia dei campionati argentini la squadra mostrava segni di involuzione del gioco. La rappresentativa olandese inoltre era priva del fuoriclasse Johann Cruijff che aveva deciso di non partecipare temendo per la propria sicurezza fisica, e dell'ottimo centrocampista Willem van Hanegem che era entrato in contrasto con i compagni per motivi legati ai premi-partita. Il commissario tecnico era l'austriaco Ernst Happel; austero e rigido fautore della disciplina, Happel era un grande esperto di tattica e aveva rafforzato la solidità difensiva della squadra che era ancora imperniata sul nucleo storico della formazione del 1974: Ruud Krol, Johann Neeskens, Rob Rensenbrink e Johnny Rep.
La Germania Ovest, campione del mondo uscente, era ancora allenata dall'esperto commissario tecnico Helmut Schön, ma non era più la squadra imbattibile della prima metà del decennio, quando era riuscita a vincere in sequenza il campionato d'Europa 1972 e il campionato del mondo 1974; infatti, dopo aver sfiorato la seconda vittoria continentale al campionato d'Europa 1976, la nazionale tedesca aveva perso alcuni giocatori fondamentali come Gerd Müller, Wolfgang Overath, Paul Breitner e soprattutto Franz Beckenbauer, giocatore di grande personalità e di notevoli qualità tecniche che aveva preferito trasferirsi negli Stati Uniti. La squadra tedesca che giunse in Argentina tuttavia era ancora una formazione valida e temuta, rafforzata da alcuni giovani di promettenti qualità come Karl-Heinz Rummenigge, Hansi Müller, Manfred Kaltz.
L'Argentina era padrona di casa e poteva godere di un entusiastico e caloroso supporto da parte del pubblico, ma la squadra era anche sottoposta a una logorante pressione da parte dell'ambiente calcistico, dell'organizzazione e dello stesso regime militare. Dopo le tante delusioni e le ripetute sconfitte dell'Argentina nella storia dei campionati mondiali, c'erano grandi aspettative di vittoria. Alla vigilia dell'inizio del torneo i giocatori argentini furono ricevuti alla Casa Rosada dal generale Videla in persona che tenne un discorso dalle connotazioni militaresche in cui il dittatore paragonava i calciatori a una «truppa da combattimento» e ad «ambasciatori», auspicava una vittoria per il «popolo argentino» e per il prestigio internazionale argentino; il generale Videla sollecitava quasi la «vittoria a ogni costo», incitava i calciatori a «sentirsi ed essere realmente vincitori», anche se invitava a tenere un comportamento corretto basato sul juego limpio. Dall'autunno 1974 il commissario tecnico dell'Argentina era César Luis Menotti, soprannominato El Flaco (il "secco"), personalità carismatica e austera che aveva imposto le sue idee e costruito lentamente una nazionale imperniata sulla disciplina, sulla coesione, sul gioco offensivo, sul collettivo. Menotti, iscritto al Partito Comunista Argentino e legato strettamente agli ambienti della sinistra, aveva ugualmente la fiducia dei dirigenti sportivi e godeva di piena autonomia. Egli decise di continuare a svolgere il suo incarico nonostante fosse a conoscenza in parte della situazione del paese e comprendesse come potesse divenire uno strumento del potere, ritenendo di avere un impegno morale nei confronti soprattutto del popolo argentino e dei suoi calciatori.
Menotti proseguì il suo programma con tenacia ed energia; decise di costruire una squadra compatta, estremamente combattiva, priva di individualismi, imperniata su calciatori dal grande spirito agonistico, come Daniel Passarella e Américo Gallego, che giocavano nel campionato argentino; tra i calciatori che militavano all'estero solo Mario Kempes, che giocava in Spagna, venne incluso nella formazione; vennero esclusi Enrique Wolff, Rubén Ayala e Osvaldo Piazza, che giocavano in Europa, e anche, nonostante alcune polemiche di stampa, il giovane e promettente Diego Armando Maradona. Norberto Alonso, sostenuto dai dirigenti, venne incluso ma Menotti era intenzionato a metterlo da parte. La rinuncia di Carrascosa, molto amico di Menotti, venne accettata dal commissario tecnico che richiedeva ai suoi giocatori di «sacrificare tutto, anche la famiglia».

### Qualificazioni

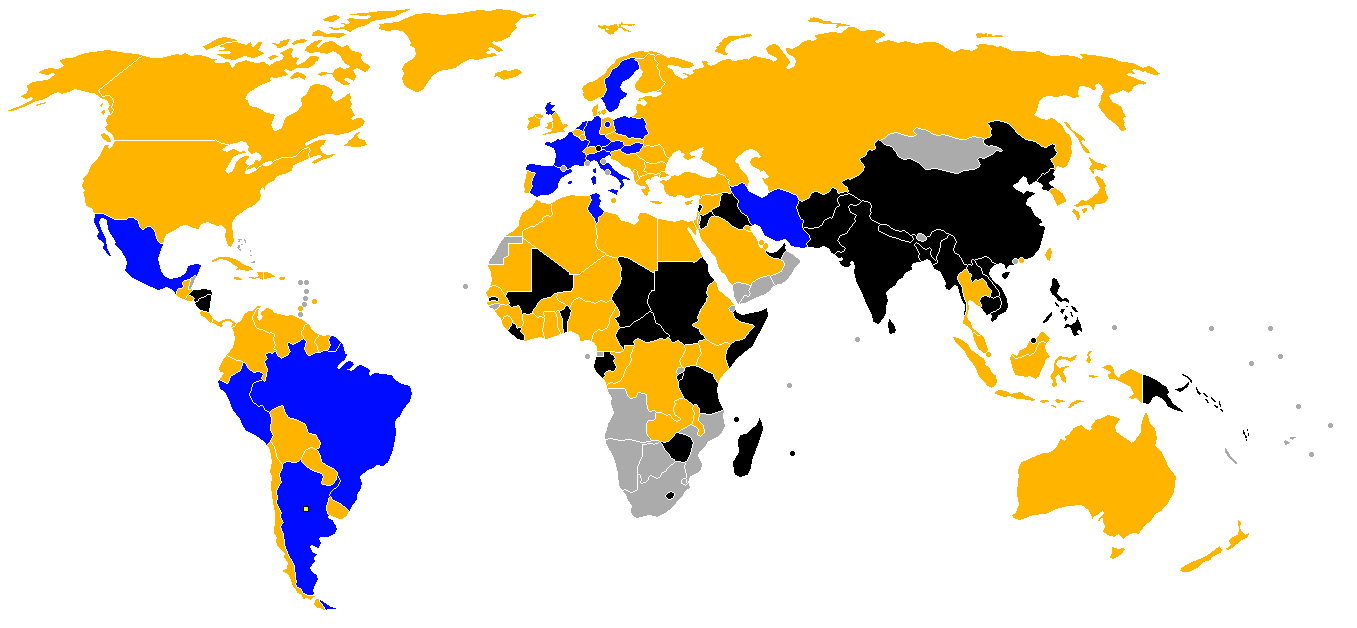
Le nazioni qualificate, in blu

Le qualificazioni al campionato mondiale di calcio di Argentina 1978 videro l'iscrizione di centosei squadre nazionali, mentre il torneo finale ne prevedeva la partecipazione di sedici. Essendo già qualificate di diritto l'Argentina, paese organizzatore e la Germania Ovest, campione in carica, erano disponibili solo quattordici posti, che sarebbero stati assegnati alle selezioni nazionali vincitrici dei vari raggruppamenti di qualificazione. Si trattò in assoluto, nel rapporto tra squadre iscritte e posti disponibili, del torneo di più difficile qualificazione della storia dei mondiali di calcio.
Furono assegnati otto posti alla zona UEFA, ma a sorpresa mancavano i campioni d'Europa della Cecoslovacchia e, ancora una volta, l'Inghilterra; quest'ultima, inserita nel gruppo 2 con l'Italia, finì infatti a pari punti con gli Azzurri, ma con una peggior differenza reti. Agevole fu il compito dei Paesi Bassi e della Svezia, mentre particolarmente combattuti furono, oltre al gruppo dell'Italia, i gironi che promossero la Francia, la Polonia, la Spagna, l'Austria e la Scozia. L'Ungheria, che vinse il proprio girone davanti all'Unione Sovietica, dovette invece, come peggior vincente, disputare uno spareggio intercontinentale contro la Bolivia, vincendolo nettamente. Per il CONMEBOL si qualificarono invece Brasile e Perù, mentre per il Nord e Centro America si qualificò il Messico, che ebbe il vantaggio di ospitare le partite del girone finale a sei squadre. In Africa la Tunisia prevalse su Nigeria ed Egitto in un combattuto girone finale a tre, mentre in Asia e Oceania a prevalere fu l'Iran.
Alla luce di queste partecipazioni ci furono due nazioni esordienti, la Tunisia e l'Iran, invece tre, Francia, Spagna e Ungheria, disputarono il loro ultimo mondiale nel 1966, e l'Austria addirittura nel 1958. Per il resto, a parte Perù e Messico assenti dal 1970, tutte le altre erano presenti nell'ultima edizione.

## Sorteggio
Il sorteggio dei gruppi eliminatori venne effettuato a Buenos Aires il 14 gennaio 1978 in diretta televisiva, alla presenza del presidente della FIFA, il brasiliano João Havelange, del segretario generale, lo svizzero Helmut Käser, e del vicepresidente, il tedesco Hermann Neuberger, il bambino di tre anni Ricardo Teixera Havelange, nipote del presidente della FIFA, estrasse dall'urna i bussolotti dentro cui erano inseriti i biglietti con i nomi della squadre partecipanti.
Alla vigilia del sorteggio non mancarono insinuazioni sulla presunta scarsa affidabilità e correttezza della metodica adottata: si evocarono precedenti sorteggi affidati a bambini che, con modalità molto semplici, erano stati verosimilmente alterati per favorire la squadra di casa. Di fatto invece, dopo l'estrazione dei cilindri risultò che l'Argentina, testa di serie nel gruppo 1, non era stata affatto favorita: erano infatti state sorteggiate nel suo girone tre forti squadre europee, la Francia, in fase di crescita tecnica e tattica grazie alla presenza di alcuni ottimi giocatori, tra cui soprattutto Michel Platini, la temuta Ungheria e l'Italia. Il commissario tecnico César Luis Menotti espresse le sue preoccupazioni e si augurò una maggiore «fortuna» in campo durante il torneo.
Va detto che l'abbinamento tra Argentina e Italia non fu deciso dal sorteggio: le due squadre erano state infatti inserite nello stesso girone, in fase di definizione delle "fasce" di sorteggio. Non esistendo all'epoca un ranking ufficiale, la FIFA alla vigilia del sorteggio doveva decidere le modalità dell'estrazione, e, soprattutto, scegliere le teste di serie; queste godevano del vantaggio di concordarsi tra loro i gironi, e quindi la sede delle proprie tre partite, nonché del ritiro (importante anche in funzione delle enormi distanze tra le città argentine). Scontata la presenza come testa di serie dei padroni di casa e dei campioni del mondo in carica della Germania Ovest, secondo Havelange a questi avrebbero dovuto aggiungersi i Paesi Bassi finalisti uscenti, più il Brasile; dal canto suo Artemio Franchi, presidente UEFA, sosteneva che dovessero invece essere teste di serie le nazionali che avessero vinto almeno un mondiale, e quindi l'Italia al posto degli Oranje.
Fu quindi trovato il compromesso di aggiungere la nazionale italiana come «quinta testa di serie», assegnandola in anticipo al girone dell'Argentina: in questo modo l'Italia avrebbe giocato due sfide a Mar del Plata, relativamente vicina alla sede della terza partita, ed era sicura di evitarsi Brasile, Paesi Bassi e Germania Ovest ma anche alcune nazionali "scomode" come Spagna e Polonia; il big match tra Argentina e Italia avrebbe inoltre garantito un buon incasso, così come Buenos Aires e Mar del Plata erano le due città che garantivano la maggior capienza alberghiera, fattore importante per ospitare i tanti argentini di origine italiana che avrebbero seguito la squadra azzurra. Si fece inoltre in modo che non finissero nello stesso girone due squadre latinoamericane, quindi Perù e Messico furono destinate ai gruppi di Germania e Polonia.
Ecco la composizione delle fasce destinate al sorteggio:
| Teste di serie            | Assegnata al gruppo 1 | Sorteggio gruppi 2,3,4 | Sorteggio gruppi 2,4 | Sorteggio gruppi 1,3 | Gruppo misto |
| ------------------------- | --------------------- | ---------------------- | -------------------- | -------------------- | ------------ |
| Argentina (gruppo 1)      | Italia                | Polonia                | Messico              | Svezia               | Austria      |
| Germania Ovest (gruppo 2) |                       | Scozia                 | Perù                 | Ungheria             | Francia      |
| Brasile (gruppo 3)        |                       | Spagna                 |                      |                      | Iran         |
| Paesi Bassi (gruppo 4)    |                       |                        |                      |                      | Tunisia      |

## Riassunto del torneo

### Prima fase a gironi

#### Gruppo 1

Il fantasista francese Platini accerchiato dai padroni di casa argentini nella sfida del 6 giugno

Il gruppo 1 era composto dall'Argentina, dall'Italia, dall'Ungheria e dalla Francia.
Questo girone era teoricamente il più difficile ed equilibrato. Gli Azzurri erano stati clamorosamente eliminati al primo turno nell'edizione 1974, ma dopo quel fallimento avevano intrapreso, con molte difficoltà iniziali, un profondo e radicale processo di rinnovamento dei giocatori e soprattutto delle caratteristiche tecnico-tattiche del gioco, per adeguarsi alla rivoluzione calcistica emersa dall'ultima edizione, a opera soprattutto del calcio europeo.
Il commissario tecnico italiano era ora Enzo Bearzot, che si presentò con una Nazionale nuova e ricca di giovani, capace di eliminare l'Inghilterra nelle qualificazioni. La squadra era imperniata sull'asse portante del blocco-Juve, squadra che in quel momento aveva vinto cinque dei precedenti sette campionati di Serie A: tra i punti fermi c'erano Dino Zoff, Gaetano Scirea, Claudio Gentile, Antonello Cuccureddu, Franco Causio, Romeo Benetti, Marco Tardelli e Roberto Bettega. Alla vigilia della manifestazione non erano tuttavia mancate le polemiche giornalistiche per un presunto decadimento della forma della squadra, che aveva chiuso con un deludente 0-0 tra i fischi del pubblico l'ultima amichevole prima del mondiale giocata contro la Jugoslavia a Roma. Bearzot decise quindi in extremis di modificare la formazione-base, inserendo tra i titolari i giovani Antonio Cabrini in difesa e Paolo Rossi, capocannoniere uscente del campionato italiano, in attacco.

Il terzino italiano Gentile alle prese con la punta argentina Kempes nella sfida del 10 giugno

L'Italia mostrò un gioco sorprendentemente brillante e offensivo nelle tre partite del girone, che vinse a punteggio pieno. Iniziò battendo la Francia per 2-1 con reti di Rossi e di Renato Zaccarelli, pur avendo subito un gol di Bernard Lacombe dopo una trentina di secondi dall'inizio della gara, l'Ungheria per 3-1 con gol di Rossi, Bettega e Benetti, e i padroni di casa per 1-0 con la rete di Bettega. L'altra qualificata del girone fu l'Argentina, che mostrò nelle tre partite grande spirito agonistico e fu anche fortemente sostenuta dal pubblico di casa. Con l'Ungheria gli argentini, nervosi e tesi, subirono nei primi minuti il gol dell'ungherese Károly Csapó, pareggiarono quasi subito con il centravanti Leopoldo Luque ma dovettero attendere la parte finale del secondo tempo per passare in vantaggio (2-1) con Daniel Bertoni. L'arbitro Garrido consentì un gioco duro ma sostanzialmente corretto fino al 2-1 per l'Argentina, quando i magiari capirono di non averne più e cominciarono una caccia all'uomo contro i giocatori di casa. Questa culminò con una violenta gomitata rifilata da Tibor Nyilasi (durante un contrasto) all'autore del secondo gol argentino, Norberto Alonso, che non reagì e continuò anzi la gara sanguinando dal naso. L'arbitro, pur essendo molto vicino all'azione, assegnò semplicemente un calcio di punizione. Un minuto più tardi, András Törőcsik, già ammonito, intervenne in modo molto duro su Américo Gallego disinteressandosi completamente della palla e fu espulso. Al 90' Sándor Pintér rifilò un calcione da dietro a Osvaldo Ardiles che rimase a terra frastornato, ma l'arbitro richiamò solo verbalmente il numero 10 ungherese, invitandolo alla calma. Durante il recupero, però, ancora Tibor Nyilasi, graziato in precedenza, rifilò una violenta ginocchiata ad Alberto Tarantini e l'arbitro non poté far altro che mostrargli il cartellino rosso.
Nella seconda gara la squadra allenata dal commissario tecnico César Luis Menotti fu messa in difficoltà anche dalla Francia; al 20' fu annullato un gol all'argentino René Houseman per un fuorigioco dubbio, tuttavia le immagini dell'epoca non chiariscono la situazione. Al 28' invece l'Argentina si vide negare un rigore per fallo di Dominique Bathenay, che fu anticipato da Leopoldo Luque (lanciato da Ardiles), ma il guardalinee segnalò un fuorigioco di Mario Kempes in realtà totalmente passivo (regola introdotta nel 1924 e rimasta sempre in vigore). Al 37' ancora Luque fu lanciato sulla sinistra e venne atterrato appena dentro l'area da Marius Trésor, ma l'arbitro Dubach concesse un calcio di punizione dal limite. Al 45' un rigore concesso per un fallo di mano forse involontario ma evidente commesso nuovamente da Tresor consentì agli argentini di passare in vantaggio con il capitano Daniel Passarella; nel secondo tempo i francesi ebbero alcune occasioni e pareggiarono con Michel Platini, ma la partita fu decisa a favore dell'Argentina da uno spettacolare gol di Leopoldo Luque con un gran tiro di destro al volo (dopo uno stop e un rimbalzo) da circa 20 metri al 73'. Al 78' Didier Six imbeccato da Michel Platini venne spinto appena fuori area dallo stesso Luque (tornato in ripiegamento difensivo) e cadde all'interno di essa ma l'arbitro non fischiò. L'Argentina vinse ancora per 2-1.
La squadra di casa venne tuttavia sconfitta nella terza gara (ininfluente ai fini della qualificazione) dall'Italia per 1-0, con un gol di Bettega, e quindi si classificò seconda nel girone perdendo così il diritto di giocare i successivi incontri a Buenos Aires.

#### Gruppo 2

I polacchi Lato e Nawałka in elevazione nella sfida del 1º giugno contro i tedeschi campioni uscenti.

Il gruppo 2 era composto dalla Germania Ovest, dalla Polonia, dal Messico e dalla Tunisia.
I tedeschi occidentali campioni del mondo in carica evidenziarono un chiaro indebolimento complessivo dopo l'abbandono della nazionale da parte di giocatori di grande qualità quali Franz Beckenbauer e Gerd Müller. Il 1º giugno terminarono con un deludente 0-0 la partita inaugurale della manifestazione allo Stadio Monumental di Buenos Aires contro la Polonia, squadra che invece manteneva l'ossatura di fondo della formazione che aveva ben figurato nell'edizione precedente dove si era classificata terza. La prima giornata si chiuse con la prima vittoria di una squadra africana in un Mondiale, cioè col 3-1 della Tunisia sul Messico. Quest'ultima squadra venne poi travolta per 6-0 dalla Germania Ovest nella seconda gara, grazie anche a una doppietta del promettente Karl-Heinz Rummenigge, proprio mentre i polacchi battevano per 1-0 i tunisini con un gol del capocannoniere di quattro anni prima, Grzegorz Lato.

Il difensore tunisino Jebali e il centrocampista tedesco Flohe in lotta per la palla nella sfida del 10 giugno.

Si giunse infine all'ultima giornata con i centroamericani già eliminati che furono sconfitti anche dalla Polonia, per 3-1, con due gol del giovane Zbigniew Boniek. I tedeschi pareggiarono, nuovamente per 0-0, ora contro la modesta Tunisia comunque ancora in corsa per il passaggio del turno.
Alla luce di questi risultati la Polonia vinse il girone con cinque punti, mentre i tedeschi si classificarono secondi con quattro.

#### Gruppo 3
Il gruppo 3 era composto dal Brasile, dalla Spagna, dalla Svezia e dall'Austria.
Nella prima giornata l'Austria vinse 2-1 contro la Spagna grazie ai gol di Walter Schachner e di Hans Krankl, mentre le altre due squadre pareggiarono 1-1. Un calcio di rigore di Krankl consegnò una nuova vittoria agli austriaci ora contro gli scandinavi, mentre i Verdeoro ottennero contro gli iberici un altro pareggio, per 0-0.
Si arrivò quindi all'ultimo turno con l'Austria ormai certa della qualificazione, e con tutte le altre squadre ancora in corsa. Ad avere la meglio furono però i sudamericani, che sconfissero gli austriaci nello scontro diretto, mentre nell'altra gara, a questo punto inutile per il passaggio del turno, gli spagnoli vinsero 1-0 contro gli svedesi, condannandoli così all'ultimo posto.
In base quanto detto si qualificarono quindi l'Austria come prima, e il Brasile come seconda. I Verdeoro mostrarono però un'inattesa sterilità realizzativa: misero infatti a segno solo due reti in tre incontri.

#### Gruppo 4
Il gruppo 4 era composto dai Paesi Bassi, dalla Scozia, dal Perù e dall'Iran.
Questo girone comprendeva i Paesi Bassi, che, pur privi del loro miglior giocatore, Johan Cruijff, erano pur sempre finalisti uscenti, oltre che protagonisti della rivoluzione tecnico-tattica del cosiddetto calcio totale.
Nella prima giornata gli Oranje vinsero con un netto 3-0 sull'Iran e lo stesso fece il Perù sulla Scozia (3-1), mentre nella seconda si registrarono due pareggi. Si giunse poi all'ultima giornata con il Perù e i Paesi Bassi che godevano quindi di ottime possibilità di passare il turno, tuttavia le cose andarono diversamente per le due squadre: se infatti i sudamericani piegarono per 4-1 gli asiatici grazie anche alla tripletta di Teófilo Cubillas, già autore di cinque gol nella manifestazione, gli Oranje rischiarono addirittura una clamorosa eliminazione al primo turno, in quanto furono inaspettatamente battuti dagli scozzesi per 3-2 e vennero agganciati in classifica; in questo incontro l'attaccante olandese Rob Rensenbrink mise peraltro a segno, su calcio di rigore, il gol numero mille della storia dei mondiali.
In base a questi risultati il Perù vinse il gruppo, mentre i Paesi Bassi riuscirono comunque a classificarsi secondi grazie alla migliore differenza reti.

### Seconda fase a gironi

#### Gruppo A
Nel gruppo A vennero inserite l'Italia e l'Austria, giunte al primo posto rispettivamente del gruppo 1 e del gruppo 3, più la Germania Ovest e i Paesi Bassi, giunte seconde nel gruppo 2 e nel gruppo 4.
Nella prima giornata gli Azzurri pareggiarono senza reti contro i tedeschi occidentali, colpendo vari legni e sfiorando la rete con un tiro di Roberto Bettega respinto sulla linea da Berti Vogts, mentre gli Oranje, che avevano sostituito in porta Jan Jongbloed con Piet Schrijvers dopo i tre gol incassati contro la Scozia, vinsero sugli austriaci con un netto 5-1. Nuovo pareggio, ora per 2-2, dei campioni in carica contro i Paesi Bassi, in quella che era una sorta di riedizione dell'ultima finale mondiale, mentre l'Italia riuscì a prevalere sull'Austria per 1-0 con un gol di Paolo Rossi.
Si arrivò così all'ultima giornata con la sola certezza dell'eliminazione degli austriaci, mentre le altre squadre avevano varie possibilità di andare in finale, o almeno di passaggio del turno: buone di vittoria per i Paesi Bassi, primi e con una larga differenza reti, tuttavia questi sarebbero stati scalzati dall'Italia in caso di sconfitta nello scontro diretto. Più complicata invece la situazione dei campioni in carica, che comunque, vincendo contro una nazionale che non aveva ormai più nulla da chiedere al torneo, avrebbero con ogni probabilità disputato almeno la finale per il terzo posto.
A Buenos Aires l'Italia passò in vantaggio grazie a un'autorete di Ernie Brandts, che si riscattò poco dopo segnando il pareggio, e alla fine gli Oranje s'imposero con la rete di Arie Haan. Entrambe le reti arrivarono con conclusioni da fuori area e Dino Zoff fu criticato dalla stampa per i gol subiti da lontano. In occasione del primo gol olandese vi fu comunque qualche polemica per un pallone non restituito dopo che era stato buttato fuori da Zoff per riprendersi da una botta subita. A Córdoba, invece, non ci si stupì quando le due squadre arrivarono all'intervallo con i tedeschi in vantaggio per 1-0, tuttavia nel prosieguo il risultato si portò, grazie ad alcuni capovolgimenti di fronte, sul 2-2. Questo punteggio, che combinato con quello dell'altro incontro mandava la Germania Ovest a giocare la finale per il terzo posto, durò però solo fino all'88': qui Hans Krankl portò infatti clamorosamente in vantaggio l'Austria, eliminando così entrambe le squadre. La partita, finita 3-2, passò alla storia come "miracolo di Córdoba".
In base a questi risultati i Paesi Bassi ebbero accesso alla finale, la seconda consecutiva, mentre l'Italia si qualificò, nonostante la sconfitta, alla finale per il terzo posto.

#### Gruppo B

Un duello a centrocampo fra il brasiliano Cerezo e il peruviano Cubillas, nella gara del 14 giugno.

Nel gruppo B vennero inserite la Polonia e il Perù, giunte al primo posto rispettivamente del gruppo 2 e del gruppo 4, più l'Argentina e il Brasile, giunte seconde nel gruppo 1 e nel gruppo 3.
Questo gruppo fu caratterizzato dagli episodi più controversi del Mondiale. Nei primi turni di gara il Brasile mostrò un netto miglioramento del gioco e della capacità realizzativa; il commissario tecnico Cláudio Coutinho aveva profondamente modificato la formazione, escludendo veterani come Rivelino e dando contemporaneamente fiducia a giovani giocatori come Toninho Cerezo, Batista, Roberto Dinamite e Zico.
Nella prima giornata i Verdeoro sconfissero nettamente 3-0 il Perù con una doppietta di Dirceu e un calcio di rigore di Zico; i peruviani, dopo i brillanti risultati del primo turno, apparvero molto più deboli e non riuscirono più a segnare. Nell'altra partita l'Argentina, nello stadio di Rosario e in un clima di grande entusiasmo, batté faticosamente 2-0 la solida Polonia: la squadra europea, dopo essere passata in svantaggio con un gol di testa di Mario Kempes fallì un calcio di rigore per un vistoso fallo di mano argentino sulla linea di porta (Kazimierz Deyna si fece parare il tiro dall'ottimo Ubaldo Fillol), mentre nella ripresa Kempes siglò il raddoppio in contropiede. Nel secondo turno di gare si giocò la sfida diretta tra l'Argentina e il Brasile che, dopo un incontro equilibrato dominato dalle difese delle due squadre, si concluse con uno 0-0, mentre la Polonia sconfisse il Perù per 1-0.
Divenne quindi decisivo l'ultimo turno di gare, che però non venne giocato in contemporanea: alle ore 16.45 si sfidarono infatti i brasiliani e i polacchi nello stadio di Mendoza, mentre alle ore 19.15 fu il turno della partita tra gli argentini e i peruviani, che si disputò a Rosario. Nella prima gara le due squadre, entrambe ancora in corsa, giocarono una partita spettacolare e combattuta che si concluse sul 3-1 per i sudamericani: decisiva fu la doppietta di Roberto nel secondo tempo, dopo che nel primo tempo al gol su tiro dalla lunga distanza di Nelinho aveva replicato il pareggio di Grzegorz Lato.
Per arrivare in finale quindi l'Argentina avrebbe dovuto battere il Perù (ormai privo di motivazioni importanti) con almeno quattro reti di scarto: il commissario tecnico César Luis Menotti mise in campo una squadra con ben quattro attaccanti, Kempes, Leopoldo Luque, Oscar Ortiz e Daniel Bertoni. La partita fu caratterizzata ancor prima del suo inizio da episodi incresciosi e sospetti. In sede di critica successiva ai fatti, alcuni autori hanno dichiarato che sarebbero giunte pressioni ai giocatori peruviani, sia da parte argentina che brasiliana; inoltre si è scritto di finanziamenti erogati al Perù dall'Argentina e di stretti legami del presidente peruviano con la giunta militare argentina. Come se non bastasse, la notte precedente la partita i peruviani furono disturbati in albergo dal comportamento dei tifosi locali, mentre il giorno della gara l'autobus con i giocatori peruviani impiegò due ore per coprire il tragitto, in teoria di un quarto d'ora, fino allo stadio, e alla fine si fermò davanti alla curva argentina.
A ogni modo la partita, giocata in un clima incandescente, non fu inizialmente sfavorevole al Perù, che colpì anche un palo, tuttavia gli argentini già nel primo tempo segnarono due reti e alla fine vinsero per 6-0; questo grazie alle doppiette di Kempes e Luque e ai gol di Alberto Tarantini e di René Houseman. Il portiere Ramón Quiroga, argentino di Rosario naturalizzato peruviano, pur giocando una onesta partita diventò il bersaglio di aspre polemiche da parte della schiera che alimentava ostilità verso la dittatura argentina: entrambe le squadre negarono qualsiasi tentativo di combine, ma la partita fu rinominata da alcuni marmelada peruana ("marmellata peruviana"). Tuttavia nessun tipo di accusa fu mai provata. Solo a partire dall'edizione del 1986 la FIFA stabilirà la contemporaneità delle ultime partite dei gironi, onde evitare polemiche o risultati di comodo; ciò anche dopo il cosiddetto patto di non belligeranza di Gijón avvenuto nell'incontro fra Germania Ovest e Austria nell'edizione del 1982.
In base a questi risultati andarono in finale i padroni di casa, mentre il Brasile giocò la finale per il terzo posto.

### Finale per il terzo posto
Alla finale per il terzo posto ebbero accesso le seconde dei due gruppi, l'Italia e il Brasile. Gli Azzurri si portarono in vantaggio con Franco Causio al 38' del primo tempo e poco dopo colpirono anche una traversa e un palo. Nella ripresa mostrò però, come in parte già accaduto nella partita con i Paesi Bassi, segni di deterioramento della condizione fisica e subì le reti di Nelinho al 63', con uno spettacolare tiro a effetto da fuori area, e di Dirceu al 70' con un altro potente tiro dal limite dell'area.
Il Brasile conquistò quindi il terzo posto, ma l'Italia ricevette elogi per i risultati ottenuti e per il gioco offensivo mostrato per gran parte del torneo. Il portiere italiano Dino Zoff venne però fortemente criticato per aver subito nelle ultime due partite quattro reti con tiri dalla grande distanza.

### Finale

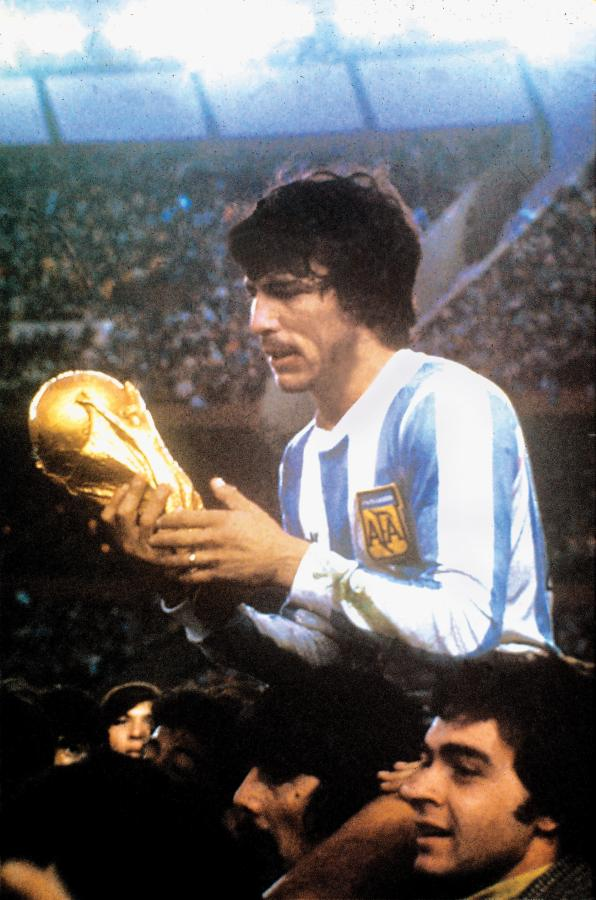
Il capitano argentino Daniel Passarella con il trofeo al termine della finale di Buenos Aires del 25 giugno

La finale venne giocata il 25 giugno a Buenos Aires tra le due squadre che avevano vinto gli ultimi due gruppi, l'Argentina e i Paesi Bassi, in uno stadio Monumental inondato dai tifosi con coriandoli e con rotoli di carta, in un'atmosfera di forte tensione e di fervore nazionalistico.
La partita ebbe inizio con alcuni minuti di ritardo: i padroni di casa ritennero pericolosa la vistosa fasciatura al polso e alla mano destra di René van de Kerkhof, che venne sommariamente modificata, dopo vivaci discussioni, in particolare del capitano argentino Passarella, tra le proteste olandesi per l'atteggiamento argentino, e finalmente l'arbitro italiano Sergio Gonella poté dare inizio alla partita.
La partita fu drammatica e aspramente combattuta: gli argentini passarono in vantaggio alla fine del primo tempo grazie a una rete realizzata dalla corta distanza dal capocannoniere Mario Kempes alla fine di una veloce incursione in area di rigore, mentre durante il secondo tempo gli Oranje cercarono ripetutamente il gol senza successo. Questo almeno fino all'81', quando il pareggio arrivò dopo un colpo di testa in area di Dick Nanninga, da poco entrato in campo al posto di Rep. Al 90' Rob Rensenbrink colpì a distanza ravvicinata il palo della porta argentina, sfiorando una clamorosa vittoria in extremis.
Nei tempi supplementari, in un ambiente sempre più surriscaldato, gli argentini ebbero però la meglio, segnando il secondo gol con Kempes dopo una confusa mischia in area, mentre il definitivo 3-1 venne realizzato da Daniel Bertoni con un tiro in diagonale dalla corta distanza, dopo un contropiede veloce. Gli ultimi minuti furono poi giocati in un'atmosfera di straordinaria euforia patriottica del pubblico dello stadio Monumental.
La gara fu caratterizzata dall'estremo agonismo, dal gioco frammentario e a tratti violento e dall'acceso tifo del pubblico argentino. L'arbitraggio di Gonella fu ritenuto insufficiente dalla critica sportiva e venne fortemente contestato dalla squadra olandese. In particolare nei tempi supplementari la partita divenne caotica e molto dura: entrambe le squadre praticarono un gioco estremamente falloso, mentre gli argentini assunsero atteggiamenti ostruzionistici per guadagnare tempo. Secondo gli Oranje non vennero sanzionati alcuni episodi di violenza da parte argentina, come la gomitata di Daniel Passarella a Johan Neeskens. I Paesi Bassi però risposero colpo su colpo, tant'è che gli argentini Tarantini (gomitata di Johan Neeskens) e Luque terminarono la partita con le magliette sporche di sangue. Ciò nonostante, come era consuetudine all'epoca (salvo casi eccezionali), non vi furono espulsioni, sebbene la partita fosse stata giocata in maniera violenta da entrambe le parti.
Molto irritati per l'arbitraggio di Gonella, considerato permissivo e favorevole agli argentini, gli olandesi abbandonarono il campo al termine della partita e rifiutarono di ricevere il premio per il secondo posto; da par loro gli argentini fecero notare che la contestata azione Passarella-Neeskens nacque da un netto fallo di mano volontario sulla tre quarti Oranje non fischiato, e che lo stesso Neeskens diede una gomitata a Tarantini (che perse molto sangue dalla bocca) poco dopo.
Il trofeo venne consegnato, in un'atmosfera di straordinario entusiasmo patriottico del pubblico, al capitano argentino Passarella personalmente dal capo della giunta militare, il generale Jorge Videla, presente allo stadio insieme ad altre personalità del regime.

## Risultati

### Prima fase a gironi

#### Gruppo 1

##### Classifica
| Pos. | Squadra   | Pt | G | V | N | P | GF | GS | DR |
| ---- | --------- | -- | - | - | - | - | -- | -- | -- |
| 1.   | Italia    | 6  | 3 | 3 | 0 | 0 | 6  | 2  | +4 |
| 2.   | Argentina | 4  | 3 | 2 | 0 | 1 | 4  | 3  | +1 |
| 3.   | Francia   | 2  | 3 | 1 | 0 | 2 | 5  | 5  | 0  |
| 4.   | Ungheria  | 0  | 3 | 0 | 0 | 3 | 3  | 8  | -5 |

##### Incontri
| Arbitro: | Rainea |

|                          |           |            |
| Rossi 29’ Zaccarelli 54’ | Marcatori | 1’ Lacombe |

| Arbitro: | Garrido |

|                       |           |           |
| Luque 15’ Bertoni 83’ | Marcatori | 10’ Csapó |

| Arbitro: | Barreto |

|                                   |           |                    |
| Rossi 34’ Bettega 36’ Benetti 60’ | Marcatori | 81’ (rig.) A. Tóth |

| Arbitro: | Dubach |

|                                 |           |             |
| Passarella 45’ (rig.) Luque 73’ | Marcatori | 60’ Platini |

| Arbitro: | Coelho |

|                                     |           |             |
| Lopez 22’ Berdoll 37’ Rocheteau 42’ | Marcatori | 41’ Zombori |

| Arbitro: | Klein |

|             |           |  |
| Bettega 67’ | Marcatori |  |

#### Gruppo 2

##### Classifica
| Pos. | Squadra        | Pt | G | V | N | P | GF | GS | DR  |
| ---- | -------------- | -- | - | - | - | - | -- | -- | --- |
| 1.   | Polonia        | 5  | 3 | 2 | 1 | 0 | 4  | 1  | +3  |
| 2.   | Germania Ovest | 4  | 3 | 1 | 2 | 0 | 6  | 0  | +6  |
| 3.   | Tunisia        | 3  | 3 | 1 | 1 | 1 | 3  | 2  | +1  |
| 4.   | Messico        | 0  | 3 | 0 | 0 | 3 | 2  | 12 | -10 |

##### Incontri
| Buenos Aires 1º giugno 1978, ore 15:00 UTC-4 | Germania Ovest | 0 – 0 referto | Polonia | Stadio Monumental (67.579 spett.)\| Arbitro: \| Coerezza \| |
| Arbitro:                                     | Coerezza       |               |         |                                                             |

| Arbitro: | Gordon |

|                                    |           |                          |
| Kaabi 55’ Ghommidh 79’ Dhouieb 87’ | Marcatori | 45’ (rig.) Vázquez Ayala |

| Arbitro: | Bouzo |

|                                                              |           |  |
| D. Müller 15’ H. Müller 30’ Rummenigge 38’ 73’ Flohe 44’ 89’ | Marcatori |  |

| Arbitro: | Martínez |

|          |           |  |
| Lato 43’ | Marcatori |  |

| Córdoba 10 giugno 1978, ore 16:45 UTC-4 | Germania Ovest | 0 – 0 referto | Tunisia | Estadio Olímpico Chateau Carreras (30.667 spett.)\| Arbitro: \| Orosco \| |
| Arbitro:                                | Orosco         |               |         |                                                                           |

| Arbitro: | Namdar |

|                          |           |            |
| Boniek 43’ 84’ Deyna 56’ | Marcatori | 52’ Rangel |

#### Gruppo 3

##### Classifica
| Pos. | Squadra | Pt | G | V | N | P | GF | GS | DR |
| ---- | ------- | -- | - | - | - | - | -- | -- | -- |
| 1.   | Austria | 4  | 3 | 2 | 0 | 1 | 3  | 2  | +1 |
| 2.   | Brasile | 4  | 3 | 1 | 2 | 0 | 2  | 1  | +1 |
| 3.   | Spagna  | 3  | 3 | 1 | 1 | 1 | 2  | 2  | 0  |
| 4.   | Svezia  | 1  | 3 | 0 | 1 | 2 | 1  | 3  | -2 |

##### Incontri
| Arbitro: | Palotai |

|                         |           |          |
| Schachner 9’ Krankl 76’ | Marcatori | 21’ Dani |

| Arbitro: | Thomas |

|              |           |             |
| Reinaldo 45’ | Marcatori | 37’ Sjöberg |

| Arbitro: | Corver |

|                   |           |  |
| Krankl 42’ (rig.) | Marcatori |  |

| Mar del Plata 7 giugno 1978, ore 13:45 UTC-4 | Brasile | 0 – 0 referto | Spagna | Estadio Mar del Plata (34.771 spett.)\| Arbitro: \| Gonella \| |
| Arbitro:                                     | Gonella |               |        |                                                                |

| Arbitro: | Biwersi |

|            |           |  |
| Asensi 75’ | Marcatori |  |

| Arbitro: | Wurtz |

|             |           |  |
| Roberto 40’ | Marcatori |  |

#### Gruppo 4

##### Classifica
| Pos. | Squadra     | Pt | G | V | N | P | GF | GS | DR |
| ---- | ----------- | -- | - | - | - | - | -- | -- | -- |
| 1.   | Perù        | 5  | 3 | 2 | 1 | 0 | 7  | 2  | +5 |
| 2.   | Paesi Bassi | 3  | 3 | 1 | 1 | 1 | 5  | 3  | +2 |
| 3.   | Scozia      | 3  | 3 | 1 | 1 | 1 | 5  | 6  | -1 |
| 4.   | Iran        | 1  | 3 | 0 | 1 | 2 | 2  | 8  | -6 |

##### Incontri
| Arbitro: | Eriksson |

|                            |           |            |
| Cueto 43’ Cubillas 71’ 77’ | Marcatori | 14’ Jordan |

| Arbitro: | Archundía |

|                                       |           |  |
| Rensenbrink 40’ (rig.) 62’ 79’ (rig.) | Marcatori |  |

| Arbitro: | N'Diaye |

|                        |           |                |
| Eskandarian 43’ (aut.) | Marcatori | 60’ Danaeifard |

| Mendoza 7 giugno 1978, ore 16:45 UTC-4 | Paesi Bassi | 0 – 0 referto | Perù | Stadio Ciudad de Mendoza (28.125 spett.)\| Arbitro: \| Prokop \| |
| Arbitro:                               | Prokop      |               |      |                                                                  |

| Arbitro: | Jarguz |

|                                                 |           |             |
| Velásquez 2’ Cubillas 36’ (rig.) 39’ (rig.) 79’ | Marcatori | 41’ Rowshan |

| Arbitro: | Linemayr |

|                                     |           |                                |
| Dalglish 44’ Gemmill 47’ (rig.) 68’ | Marcatori | 34’ (rig.) Rensenbrink 71’ Rep |

### Seconda fase a gironi

#### Gruppo A

##### Classifica
| Pos. | Squadra        | Pt | G | V | N | P | GF | GS | DR |
| ---- | -------------- | -- | - | - | - | - | -- | -- | -- |
| 1.   | Paesi Bassi    | 5  | 3 | 2 | 1 | 0 | 9  | 4  | +5 |
| 2.   | Italia         | 3  | 3 | 1 | 1 | 1 | 2  | 2  | 0  |
| 3.   | Germania Ovest | 2  | 3 | 0 | 2 | 1 | 4  | 5  | -1 |
| 4.   | Austria        | 2  | 3 | 1 | 0 | 2 | 4  | 8  | -4 |

##### Incontri
| Arbitro: | Gordon |

|                                                                     |           |               |
| Brandts 6’ Rensenbrink 35’ (rig.) Rep 36’ 53’ W. van de Kerkhof 82’ | Marcatori | 79’ Obermayer |

| Buenos Aires 14 giugno 1978, ore 13:45 UTC-4 | Germania Ovest | 0 – 0 referto | Italia | Stadio Monumental (67.547 spett.)\| Arbitro: \| Maksimović \| |
| Arbitro:                                     | Maksimović     |               |        |                                                               |

| Arbitro: | Barreto |

|                            |           |                                |
| Abramczik 3’ D. Müller 70’ | Marcatori | 27’ Haan 84’ R. van de Kerkhof |

| Arbitro: | Rion |

|           |           |  |
| Rossi 14’ | Marcatori |  |

| Arbitro: | Klein |

|                                 |           |                               |
| Vogts 59’ (aut.) Krankl 66’ 88’ | Marcatori | 19’ Rummenigge 68’ Hölzenbein |

| Arbitro: | Martínez |

|                      |           |                    |
| Brandts 50’ Haan 75’ | Marcatori | 19’ (aut.) Brandts |

#### Gruppo B

##### Classifica
| Pos. | Squadra   | Pt | G | V | N | P | GF | GS | DR  |
| ---- | --------- | -- | - | - | - | - | -- | -- | --- |
| 1.   | Argentina | 5  | 3 | 2 | 1 | 0 | 8  | 0  | +8  |
| 2.   | Brasile   | 5  | 3 | 2 | 1 | 0 | 6  | 1  | +5  |
| 3.   | Polonia   | 2  | 3 | 1 | 0 | 2 | 2  | 5  | -3  |
| 4.   | Perù      | 0  | 3 | 0 | 0 | 3 | 0  | 10 | -10 |

##### Incontri
| Arbitro: | Rainea |

|                                |           |  |
| Dirceu 15’ 28’ Zico 73’ (rig.) | Marcatori |  |

| Arbitro: | Eriksson |

|                 |           |  |
| Kempes 16’, 71’ | Marcatori |  |

| Arbitro: | Partridge |

|              |           |  |
| Szarmach 65’ | Marcatori |  |

| Rosario 18 giugno 1978, ore 19:15 UTC-4 | Argentina | 0 – 0 referto | Brasile | Stadio Gigante de Arroyito (37.326 spett.)\| Arbitro: \| Palotai \| |
| Arbitro:                                | Palotai   |               |         |                                                                     |

| Arbitro: | Cavanna |

|                             |           |          |
| Nelinho 12’ Roberto 57’ 63’ | Marcatori | 45’ Lato |

| Arbitro: | Wurtz |

|                                                         |           |  |
| Kempes 21’ 48’ Tarantini 43’ Luque 50’ 72’ Houseman 67’ | Marcatori |  |

### Finale per il terzo posto
| Arbitro: | Klein |

|                        |           |            |
| Nelinho 64’ Dirceu 72’ | Marcatori | 38’ Causio |

### Finale
| Arbitro: | Gonella |

|                              |           |              |
| Kempes 38’ 105’ Bertoni 115’ | Marcatori | 82’ Nanninga |

## Statistiche

### Classifica marcatori
6 reti
- Mario Kempes

5 reti
- Teófilo Cubillas (2 rigori)
- Rob Rensenbrink (4 rigori)

4 reti
- Leopoldo Luque
- Hans Krankl (1 rigore)

3 reti
- Dirceu
- Roberto
- Karl-Heinz Rummenigge
- Paolo Rossi
- Johnny Rep

2 reti
- Daniel Bertoni
- Nelinho
- Heinz Flohe
- Dieter Müller
- Roberto Bettega

- Ernie Brandts
- Arie Haan
- Zbigniew Boniek
- Grzegorz Lato
- Archie Gemmill (1 rigore)

1 rete
- René Houseman
- Daniel Passarella (1 rigore)
- Alberto Tarantini
- Erich Obermayer
- Walter Schachner
- Reinaldo
- Zico (1 rigore)
- Marc Berdoll
- Bernard Lacombe
- Christian Lopez
- Michel Platini
- Dominique Rocheteau
- Rüdiger Abramczik
- Bernd Hölzenbein

- Hansi Müller
- Iraj Danaeifard
- Hassan Rowshan
- Romeo Benetti
- Franco Causio
- Renato Zaccarelli
- Víctor Rangel
- Arturo Vázquez Ayala (1 rigore)
- Dick Nanninga
- René van de Kerkhof
- Willy van de Kerkhof
- César Cueto
- José Velásquez

- Kazimierz Deyna
- Andrzej Szarmach
- Kenny Dalglish
- Joe Jordan
- Juan Manuel Asensi
- Dani
- Thomas Sjöberg
- Károly Csapó
- András Tóth (1 rigore)
- Sándor Zombori
- Mokhtar Dhouieb
- Néjib Ghommidh
- Ali Kaabi

Autoreti
- Berti Vogts (1, pro  Austria)
- Andranik Eskandarian (1, pro  Scozia)
- Ernie Brandts (1, pro  Italia)

## Premi
| [ 87 ]  | Miglior marcatore (Scarpa d'oro) | Miglior giocatore (Pallone d'oro) | Miglior giovane | Premio FIFA Fair Play |
| ------- | -------------------------------- | --------------------------------- | --------------- | --------------------- |
| Oro     | Mario Kempes (6)                 | Mario Kempes                      | Antonio Cabrini | Argentina             |
| Argento | Non assegnato                    | Paolo Rossi                       | Non assegnato   | Non assegnato         |
| Bronzo  | Non assegnato                    | Dirceu                            | Non assegnato   | Non assegnato         |

### All-Star Team[88]
| Portiere      | Difensori                                                 | Centrocampisti                          | Attaccanti                               |
| ------------- | --------------------------------------------------------- | --------------------------------------- | ---------------------------------------- |
| Ubaldo Fillol | Berti Vogts Ruud Krol Daniel Passarella Alberto Tarantini | Dirceu Teófilo Cubillas Rob Rensenbrink | Roberto Bettega Paolo Rossi Mario Kempes |